# Heinrich Wilhelm von Holtzbrinck (Landrat)
Heinrich Wilhelm von Holtzbrinck (* 19. August 1766 in Altena; † 26. Dezember 1841 ebenda) war ein Beamter in preußischen Diensten und in Diensten des Großherzogtums Berg.

## Leben
Er gehörte einer Beamtenfamilie an, die ein 1767 ein Adelsrenovationsdiplom erhielt. Sein gleichnamiger Vater war Landrat in Altena und ein Sohn des Neffen und Universalerben des polnischen Kron-Postmeisters Georg Hermann von Holtzbrinck, der 1694 geadelt worden war. Die Mutter war eine geborene von Hymmen. Er selbst heiratete Anna Marie Henriette geb. Haardt. Aus der Ehe gingen unter anderem der spätere preußische Minister Heinrich Wilhelm von Holtzbrinck sowie Arnold Ludwig von Holtzbrinck und Karl von Holtzbrinck hervor.
Heinrich Wilhelm von Holtzbrinck begann seine Laufbahn 1788 bei der Kriegs- und Domänenkammer in Kleve. Ab 1790 war er als Nachfolger seines Vaters Landrat in Altena. Außerdem war er ab 1804 als Landesdirektor Vorsitzender der Stände der Grafschaft Mark.
Nach dem Übergang der Grafschaft in das napoleonische Großherzogtum Berg und der Bildung des Arrondissements Hagen 1808/09 wurde er zum Unterpräfekten mit Sitz in Hagen ernannt. Obwohl er die Berufung zunächst annahm, wollte er bald schon zurücktreten. Dieses Gesuch wurde aber nicht angenommen. Im Jahr 1811 bat er aus Altersgründen erneut um die Entlassung, die ihm nunmehr gewährt wurde.
Danach war er ab Januar 1817 erneut Landrat im wieder preußischen Kreis Altena.
Holtzbrinck war auch Besitzer des Rittergutes Schloss Oedenthal bei Lüdenscheid.